# Hadena dujardini
Hadena dujardini är en fjärilsart som beskrevs av Charles Boursin 1959. Hadena dujardini ingår i släktet Hadena och familjen nattflyn. Inga underarter finns listade i Catalogue of Life.